# Tyrone (Pennsilvània)
Tyrone és una població dels Estats Units a l'estat de Pennsilvània. Segons el cens del 2000 tenia 5.528 habitants.

## Demografia
Segons el cens del 2000, Tyrone tenia 5.528 habitants, 2.381 habitatges, i 1.507 famílies. La densitat de població era de 1.056,6 habitants/km².
Dels 2.381 habitatges en un 27,6% hi vivien nens de menys de 18 anys, en un 46% hi vivien parelles casades, en un 13,2% dones solteres, i en un 36,7% no eren unitats familiars. En el 32,8% dels habitatges hi vivien persones soles el 17,5% de les quals corresponia a persones de 65 anys o més que vivien soles. El nombre mitjà de persones vivint en cada habitatge era de 2,27 i el nombre mitjà de persones que vivien en cada família era de 2,87.
Per edats la població es repartia de la següent manera: un 22,5% tenia menys de 18 anys, un 7,8% entre 18 i 24, un 27,8% entre 25 i 44, un 20,7% de 45 a 60 i un 21,1% 65 anys o més.
L'edat mediana era de 40 anys. Per cada 100 dones de 18 o més anys hi havia 79,6 homes.
La renda mediana per habitatge era de 29.393$ i la renda mediana per família de 37.818$. Els homes tenien una renda mediana de 29.361$ mentre que les dones 21.371$. La renda per capita de la població era de 15.285$. Entorn del 14,8% de les famílies i el 17,4% de la població estaven per davall del llindar de pobresa.

## Poblacions més properes
El següent diagrama mostra les poblacions més properes.